# Pulsatilla taraoi
Pulsatilla taraoi är en ranunkelväxtart som först beskrevs av Tomitaro Makino, och fick sitt nu gällande namn av Hisayoshi Takeda, Zam. och Paegle. Pulsatilla taraoi ingår i släktet pulsatillor, och familjen ranunkelväxter. Inga underarter finns listade i Catalogue of Life.